# أنطوان الحجل
أنطوان الحجل  ممثل ومدبلج لبناني.

## عن حياته
شارك في العديد من المسلسلات والأفلام وله أعمال في الدوبلاج الرسوم المتحركة .

## أعماله

### المسلسلات
- شيء من القوة
- رياح الثورة
- ورود ممزقة
- رجل من الماضي
- حكاية امل
- تلاميذ آخر زمن
- امرأة من زمن الحب
- سنابل الحب
- إبراهيم افندي

### في السينما
- Amour D’enfants
- أيام اللولو
- الصفقة
- آخر الصيف

### في الدوبلاج
- سانشيرو
- نينجا كابامارو
- البطل خماسي
- رانزي المدهشة

## روابط خارجية
- أنطوان الحجل على موقع قاعدة بيانات الأفلام العربية